# Saint-Aignan-sur-Roë
Saint-Aignan-sur-Roë là một xã của tỉnh Mayenne, thuộc vùng Pays de la Loire, tây bắc nước Pháp.